# Eva Hökerberg
Eva Maria Charlotta Hökerberg, ogift Bergström, född 24 december 1899 i Kungsholms församling i Stockholm, död 22 november 1990 i Kungsholms församling, var en svensk journalist och politiker.
Eva Hökerberg, först känd under namnet Eva Nyblom, var dotter till direktören Lars Bergström och Hilda Johansson. Efter studentexamen vid Lyceum för flickor i Stockholm 1919 var hon medarbetare i Nya Dagligt Allehanda 1919–1924, redaktör för Idun 1924–1928 samt chefredaktör 1928–1962.
Hon var lokalpolitiker för Högerpartiet och satt i Stockholms stadsfullmäktige 1927–1942. Vidare var hon ordförande i Yrkeskvinnors klubbs riksförbund (1938–1940), Yrkeskvinnors klubb i Stockholm (från 1945) och Yrkeskvinnors samarbetsförbund (från 1946). Hon var också ledamot i Sällskapet Nya Iduns nämnd och Föreningen Nordens styrelse (från 1934), bestyrelsen för Sveriges deltagande i New York-utställningen 1939 samt Dramatiska Teatern (från 1947).
Eva Hökerberg gifte sig första gången 1924 med redaktören Teddy Nyblom (1897–1960), son till Sven Nyblom, och andra gången 1941 med bokförläggaren Folke Hökerberg (1886–1976), son till Lars Hökerberg. Hon är begravd på Norra begravningsplatsen utanför Stockholm.